# Przydroże (Krzepielów)
Przydroże (niem. Ingersleben) – przysiółek wsi Krzepielów w Polsce, położony w województwie lubuskim, w powiecie wschowskim, w gminie Sława. 
W latach 1975–1998 przysiółek administracyjnie należał do województwa zielonogórskiego.